# Francesco Del Balso
Francesco Del Balso (né le 13 avril 1970 - mort le 5 juin 2023) était un mafioso canadien. Le 5 juin 2023, il est assassiné devant le Monster Gym à Dorval. L'ancien gangster était notamment connu pour son caractère bouillant ainsi que pour avoir été un lieutenant du clan Rizzuto de la mafia montréalaise.
Son assassinat pourrait être une riposte à la tentative d'assassinat contre Leonardo Rizzuto, le dernier fils vivant de la dynastie Rizzuto.

## Vie privée
Très peu d'informations ont circulés à propos de Francesco Del Balso. Il serait né le 13 avril 1970 dans la région de Calabre en Italie. Il aurait plusieurs frères, dont Ricardo et Girolamo Del Balso. Girolamo est aussi connu dans le monde interlope. Il a notamment été arrêté avec 50 kg de cocaïne en Arizona en 2016,
Francesco Del Balso était marié et avait 2 enfants. Le 6 mai 2017, un individu armé s'est introduit dans sa résidence alors qu'il n'y était pas et a agressé sa famille. Il leur avait notamment demandé de mettre leur téléphone cellulaire devant eux en demandant « Yé où, Francesco ? » et en touchant leur tête avec le bout de son revolver. Del Balso avait été avisé par texto et a ensuite contacté lui-même les policiers pour leur signaler cette invasion. Marc Laflamme-Berthelot a été arrêté et condamné à la suite de cet évènement.

## Carrière
Arrêté pour gangstérisme lors de l'opération Colisée en 2006 aux côtés de Nicolo Rizzuto, celui qui était jadis l'un des principaux responsables du lucratif marché des paris illégaux en ligne pour le compte de la mafia italienne avait écopé d'une peine de 15 ans de prison.
Peu après sa libération, Del Balso avait menacé un journaliste de TVA Nouvelles qui avait levé le voile sur ses tentatives d'extorsion auprès de propriétaires de pizzérias de la région de Québec. Il avait plaidé coupable et écopé d'une peine de 30 jours de prison et d'une probation de deux ans,.
En septembre 2022, Francesco Del Balso a été arrêté pour avoir tenté d'extorquer des religieuses. Il aurait tenté de récupérer des bijoux qui avaient été donnés par son ex-femme il y a quelques années dans un couvent du quartier Chomedey.
Del Balso est soupçonné par les policiers d'avoir commandé la tentative de meurtre commise aux dépens de Leonardo Rizzuto, le co-dirigeant présumé de la mafia montréalaise, le 15 mars 2023. Le fils du défunt parrain Vito Rizzuto avait alors été blessé par deux projectiles d'arme à feu parmi la rafale de balles tirées en sa direction alors qu'il roulait sur l'autoroute 440.
À la suite des événements de mars dernier, une perquisition a été effectuée à la résidence de Del Balso le 23 mai 2023 et les policiers y ont notamment trouvé une arme à feu ainsi que des munitions. Vue ses antécédents en la matière, Del Balso était sur le point d'être accusé à nouveau et risquait de retourner sous les verrous pour de longue années. Les procureurs n'auront cependant pas eu le temps de déposé les accusations.

## Tentatives de meurtre et meurtre
Del Balso a été visé par quelques tentatives de meurtre dans le passé.
En novembre 2022, il est victime d'une tentative de meurtre alors qu'il se trouve au volant de sa Lexus, à Laval. Au moins une dizaine coups de feu sont tirés en sa direction.
Le 29 janvier 2023, un homme de 78 ans est pris pour cible par erreur par des personnes qui l'ont confondu avec nul autre que Francesco Del Balso. La victime a miraculeusement survécu.
Vers la fin mars 2023, un contrat de 250 000 $ est mis sur la tête de Francesco Del Balso. Selon des informations obtenues par le Journal de Montréal, le contrat est payable en kilos de cocaïne.[réf. nécessaire]
Une théorie envisagée par la police est que Del Balso aurait été attiré dans un guet-apens le 5 juin 2023 alors qu'Il était au Monster Gym pour avoir une rencontre avec ses associés de confiance du crime organisé. Les caméras de surveillance du stationnement montre que Del Balso a été pris par surprise en sortant du gym et qu'il a tenté de fuir mais il n'a eu aucune chance. Entre 6 et 8 coups de feu auraient été tirés, laissant Francesco Del Balso mort, visage contre le sol.